# François Van den Bossche (volksvertegenwoordiger)
François Joseph Van den Bossche (Sint-Lievens-Esse, 30 mei 1783 - Aalst, 20 juni 1858) was een Belgisch volksvertegenwoordiger.

## Levensloop
Hij was een zoon van Jean-Baptiste Van den Bossche en van Elisabeth Van Lil. Hij bleef vrijgezel.
Hij promoveerde tot licentiaat in de rechten (1809) aan de École de Droit in Brussel en vestigde zich dat jaar als advocaat in Aalst. Hij werd stichter, eigenaar en redacteur van het Aalsters blad Den Denderbode (1846).
In 1830 werd hij gemeenteraadslid van Aalst, tot in 1839.
In 1835 werd hij verkozen tot unionistisch volksvertegenwoordiger voor het arrondissement Aalst en vervulde dit mandaat tot in 1843. Hij werd toen niet meer herkozen en opgevolgd door de katholieke kandidaat Jean De Naeyer.
Nadat hij uit de politiek was 'weggedrumd', zoals hij zelf zegde, interesseerde hij zich voor de "Vlaamse taal" en publiceerde hij een studie waarin hij het Vlaams onderscheidde van het Nederlands of 'Hollands': zelfde oorsprong maar andere taal, hield hij voor, waarbij hij stelling nam in de spellingoorlog die toen woedde en voorstander was van de 'Vlaamse' spelling van Jan Des Roches. Hij had hierover briefwisseling met Jan Frans Willems.

## Publicatie
- Verhandeling over de Vlaemsche tael in vergelijking van de Hollandsche, Brussel, 1845.